# Amédée Lemozi
Amédée Lemozi (Lentillac-du-Causse, 11 de enero de 1882, - Gramat, 15 de junio de 1970) fue un sacerdote, arqueólogo, espeleólogo y prehistoriador francés.

## Biografía

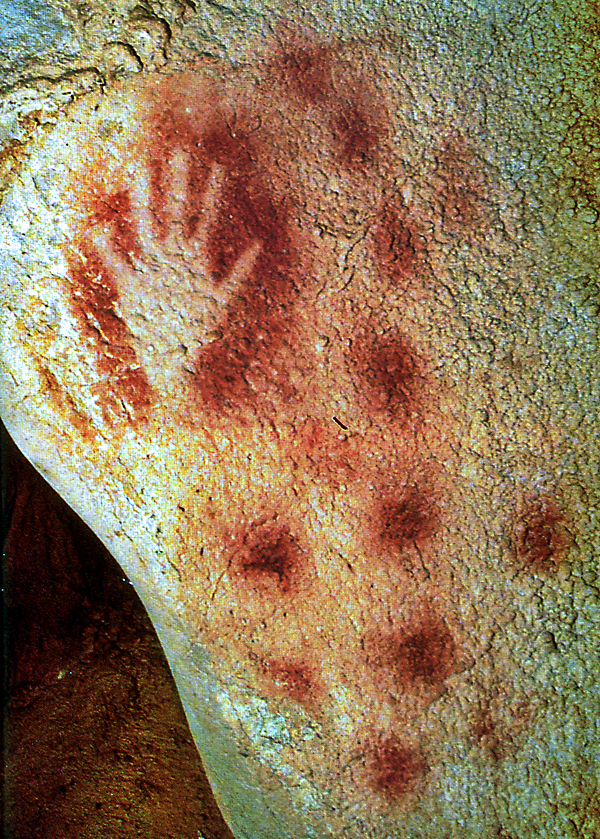
Una de las manos en negativo de la gruta de Pech Merle.

Nació en Quercy en el departamento de Lot, una zona calcárea con numerosas cuevas, grutas y dólmenes. Influenciado por uno de sus profesores, el canónigo Edmund Albe, se interesó desde joven por la espeleología y la prehistoria. Primero como vicario de Rocamadour y después como sacerdote de Caberets, complementó su actividad pastoral con la investigación arqueológica. En 1922 descubrió junto a André Niederlender la gruta de las Maravillas en Rocamadour y ese mismo año inició el estudio de la gruta de Pech Merle en Caberets, descubierta por el joven de dieciséis años André David.
A partir de 1934 reunió su colección arqueológica y otras piezas recogidas por André Niederlender, Raymond Lacam, Armand Viré y otros arqueólogos activos en la zona de Quercy en una casa próxima a la iglesia. Con el tiempo, la colección pasó a ser el Museo Amedée Lemozi, que actualmente se encuentra junto a la entrada de la gruta de Pech Merle.